# Cheung Yuk
Cheung Yuk (chiń. trad. 張鈺; pinyin Zhāng Yù; ur. 28 października 1981) – hongkoński tenisista stołowy, czterokrotny brązowy medalista mistrzostw świata.
Członek kadry narodowej i olimpijskiej Hongkongu w tenisie stołowym. Były zawodnik polskiego klubu tenisa stołowego Dartom Tur Bogoria Grodzisk Mazowiecki. Były zawodnik niemieckiego klubu tenisa stołowego TT-Zugbrucke Grenzau. Był sponsorowany przez japońską firmę tenisa stołowego Butterfly.
- styl gry: leworęczny, obustronny atak topspinowy, z nastawieniem na forhend blisko stołu

Sprzęt
- Deska: Michael Maze Passion (OFF-)
- Okładziny: Tenergy 05 (grubość podkładu: 2.1mm; po obu stronach)

## Osiągnięcia
- Zakwalifikowanie się na Letnie Igrzyska olimpijskie w Pekinie do gry pojedynczej i drużynowej w 2008
- 2-krotny brązowy medalista Mistrzostw Świata w turnieju drużynowym z reprezentacją w 2006 i 2008
- Asian Championship - 2. miejsce w grze podwójnej, 3. miejsce w grze podwójnej mieszanej w 2003
- Asian Championship - 2. miejsce w grze podwójnej w 2000
- 2.miejsce w turnieju finałowym z cyklu zawodów ITTF Pro Tour w grze podwójnej w parze z Leung Chu Yan w 2003
- Pro Tour Grand Finals - 3. miejsce w grze podwójnej z Leung Chu Yan w 2002
- Pro Tour Grand Finals - 2. miejsce w grze podwójnej z Leung Chu Yan w 2001
- Panasonic Open (China) - 3. miejsce w grze podwójnej z Leung Chu Yan w 2006
- Volkswagen Open (China) - 3. miejsce w grze pojedynczej w 2006
- Korea Open - pierwsze miejsce w grze podwójnej z Leung Chu Yan w 2006
- Kuwait Open - 3. miejsce w grze podwójnej Leung Chu Yan w 2006
- German Open - 2. miejsce w grze podwójnej Leung Chu Yan w 2005
- Zwycięzca Pucharu Azji w grze pojedynczej w 2004
- Mistrz Hongkongu w grze pojedynczej w 2004
- Croatian Open - 3. miejsce w grze podwójnej z Leung Chu Yan w 2004
- Japan Open - 3. miejsce w grze podwójnej z Leung Chu Yan w 2004
- Panasonic Open - 2. miejsce w grze podwójnej z Leung Chu Yan w 2004
- Singapore Open - 3. miejsce w grze podwójnej z Chu Yan w 2004
- Swedish Open - 3. miejsce w grze podwójnej z Leung Chu Yan w 2003
- Malaysian Open - 3. miejsce w grze podwójnej z Leung Chu Yan w 2003
- Brazilian Open - 2. miejsce w grze podwójnej z Leung Chu Yan w 2003
- Mistrz Igrzysk Azjatyckich w grze mieszanej w 2002
- China Open - 3. miejsce w grze podwójnej z Leung Chu Yan w 2002
- Italian Open - 3. miejsce w grze podwójnej z Leung Chu Yan w 2002
- Egypt Open - 3. miejsce w grze podwójnej z Chu Yan w 2002
- Austrian Open - pierwsze miejsce w grze podwójnej z Leung Chu Yan w 2002
- Danish Open - 3. miejsce w grze podwójnej z Leung Chu Yan w 2001
- Swedish Open - 2. miejsce w grze podwójnej z Leung Chu Yan w 2001
- Korea Open - 2. miejsce w grze podwójnej z Chu Yan w 2001
- China Open - 3. miejsce w grze podwójnej z Leung Chu Yan w 2001
- Japan Open - 3. miejsce w grze pojedynczej w 2000
- China Open - 3. miejsce w grze podwójnej w 2000